# Чемпіонат світу з футболу 2034
Чемпіонат світу з футболу 2034 — 25-й чемпіонат світу з футболу ФІФА, який буде проведено 2034 року. Вперше господарем турніру стала Саудівська Аравія.

## Вибір господаря

### Асоціація країн Південно-Східної Азії (АКПСА)
Перша заявка на проведення Чемпіонату світу з футболу 2034 року була запропонована як колективна заявка членами Асоціації держав Південно-Східної Азії. Ідея об’єднаної заявки в АКПСА обговорювалася ще в січні 2011 року, коли колишній президент Футбольної асоціації Сінгапуру Зайнудін Нордін заявив у заяві, що пропозицію було зроблено на зустрічі міністрів закордонних справ АКПСА, незважаючи на те, що країни не можуть подати заявку (оскільки це залежить від національних асоціацій). У 2013 році Нордін і президент Спеціальної Олімпіади Малайзії Датук Мохамед Фейсол Хасан нагадали про ідею спільного проведення АКПСА Кубка світу. Відповідно до правил ФІФА з 2017 року, чемпіонат світу 2030 року не можна проводити в Азії (АФК), оскільки члени Азійської футбольної конфедерації виключені з претендентів після вибору Катару в 2022 році. Таким чином, найраніша заявка члена АФК може бути зроблена в 2034 році.
Пізніше Малайзія відмовилася від участі, але Сінгапур та інші країни АКПСА продовжили кампанію щодо подання спільної заявки на проведення чемпіонату світу з футболу 2034 року. У лютому 2017 року АКПСА провела переговори про подання спільної заявки під час візиту президента ФІФА Джанні Інфантіно до Янгона, М'янма. 1 липня 2017 року віце-голова Футбольної асоціації Індонезії Джоко Дрійоно заявив, що Індонезія і Таїланд збираються очолити консорціум країн Південно-Східної Азії в заявці. Дрійоно додав, що через географічні та інфраструктурні міркування та розширений формат (48 команд) принаймні дві-три країни АКПСА разом матимуть можливість приймати матчі.
У вересні 2017 року заступник генерального директора Тайської ліги 1 Бенджамін Тан на засіданні Ради футбольної федерації АКПСА (AFF) підтвердив, що його асоціація «має інтереси щодо  участі у заявці та спільному проведенні» чемпіонату світу 2034 року з Індонезією. Тоді ж генеральний секретар AFF Дато Шрі Аззуддін Ахмад підтвердив, що Індонезія та Таїланд подадуть спільну заявку. Індонезія була першою азійською командою та єдиною країною Південно-Східної Азії, яка брала участь у чемпіонаті світу, коли її територія була відома як Нідерландська Ост-Індія.
Однак у червні 2018 року член виконавчого комітету ФІФА Янг ді-Пертуан Агонг і султан Паханга Тенгку Абдулла, який також є колишнім президентом Футбольної асоціації Малайзії (FAM), висловили зацікавленість у приєднанні двох країн до проведення чемпіонату світу. Того ж року В’єтнам висловив зацікавленість приєднатися до заявки на те саме змагання, незважаючи на деякі проблеми з інфраструктурою через погіршення стану в’єтнамської економіки. Чотири країни вже спільно проводили футбольний захід під час Кубка Азії 2007 року.
У червні 2019 року прем’єр-міністр Таїланду Прают Чан-о-ча оголосив, що всі 10 країн АКПСА подадуть спільну заявку на проведення чемпіонату світу з футболу 2034 року, будучи першими, хто подав спільну заявку десяти країн в історії чемпіонатів світу з футболу.
9 жовтня 2019 року п'ять країн АКПСА офіційно запропонували провести чемпіонат світу з футболу 2034 року. Ініціативу очолить Таїланд.
15 червня 2022 року прем’єр-міністр Камбоджі Хун Сен, який є головою АКПСА, заявив, що закликатиме лідерів країн Південно-Східної Азії подати заявку на проведення чемпіонату світу з футболу у 2034 або 2038 роках.

### Єгипет
Міністр спорту та молоді Єгипту Ашраф Собхі заявив, що Єгипет розглядає заявку на проведення чемпіонату світу з футболу 2034 року.

### Зімбабве
Міністр туризму та індустрії туризму Вальтер Мзембі заявив, що Зімбабве подасть заявку на проведення чемпіонату світу з футболу 2034 року. Його ідея полягає в тому, щоб Хараре було приймаючим містом, але у співпраці з іншими великими містами регіону, такими як Мапуту, Йоганнесбургом, Габороне та Лусакою. Всі ці міста знаходяться в півторагодинній відстані один від одного.

### Австралія та Нова Зеландія
Після невдалої заявки на проведення чемпіонату світу з футболу 2022 року Австралія розглянула спільну заявку з сусідньою Новою Зеландією, членом OFC, з якою вони спільно прийматимуть чемпіонат світу з футболу серед жінок 2023 року. Австралія відновила цей намір у серпні 2021 року, невдовзі після того, як Брисбен успішно подав заявку на проведення Літніх Олімпійських ігор 2032 року. Спільна заявка з Індонезією та іншими країнами АКПСА замість Нової Зеландії також обговорювалася Football Australia. Однак Індонезія неохоче погоджується на спільну заявку з Австралією, вважаючи, що країна також бере участь у заявці АСЕАН на той самий турнір.

### Обрання Саудівської Аравії
11 грудня 2024 року ФІФА оголосила господарем чемпіонату світу 2034 року Саудівську Аравію.